# Arroyo de Camarmilla
Arroyo de Camarmilla är ett vattendrag i Spanien.   Det ligger i provinsen Provincia de Madrid och regionen Madrid, i den centrala delen av landet, 27 km öster om huvudstaden Madrid.